# Le Vagabond des Limbes
 (octobre 2023).
Ne doit pas être confondu avec Le Vagabond des étoiles ou Le Vagabond des mers.
Le Vagabond des Limbes est une série de bande dessinée de science-fiction créée par le dessinateur Julio Ribera et par le scénariste Christian Godard, publiée dans Circus en 1975 et éditée en album en 1975 chez Hachette dans la collection « Bande verte », puis chez Dargaud en 1978 et chez Le Vaisseau d'argent en 1988. Quelques albums sont également publiés dans Tintin en 1977, dans Pilote en 1978 et Pilote & Charlie en 1986.
Le Vagabond des Limbes relate l'amour impossible entre un homme, Axle Munshine, et la femme qu'il aime, Chimeer, qu'il ne rencontre qu'en rêve et qu'il tente en vain de rejoindre dans la réalité. Au fur et à mesure de l'histoire, il va peu à peu abandonner cette quête pour se mettre à la recherche de son père, Korian Munshine (le plus grand inventeur de tous les temps).

## Univers

### Personnages principaux
Axle Munshine
Humain masculin, haut fonctionnaire diplomate dans le premier tome, avec le titre (qu'il est le seul à porter) de « Grand Conciliateur » de la Guilde, le principal empire galactique connu. Brun, athlétique, musclé, beau, intelligent, séduisant, célibataire, célèbre, très populaire, très bon diplomate, excellent au combat au corps à corps, il n'est toutefois pas un grand scientifique comme son mystérieux père Korian ; il ne manifeste d'ailleurs aucun intérêt dans ce domaine.
Condamné bientôt à errer dans l'espace, il embarque à bord du Dauphin d'Argent, un astronef dont la conception est due à son père inexplicablement disparu, et tente alors d'échapper à la Garde Pourpre de la Guilde ; c'est le personnage principal, il est le vagabond des limbes.
Successeur potentiel du Médiat Suprême. Parfois dépressif et hanté par le goût de l'échec, la pulsion de mort. Il garde la tenue de Grand Conciliateur même après sa disgrâce, même si l'étoile sur sa poitrine s'est éteinte:30.
Musky
Prince héritier des Éternautes, qui a trois cent ans et a stoppé volontairement son vieillissement à l'âge de treize ans. Musky peut vivre éternellement et a une apparence humaine d'adolescent masculin. Il ne souhaite grandir que le jour où il rencontrera un adulte qui lui donne envie de vieillir.
Axle l'appelle « petit clown » en référence à son caractère enfantin et parfois ridicule. Son juron préféré est « Putentrailles ! » (entrailles de prostituée).
Néanmoins il peut devenir homme ou femme par simple décision, par exemple dans L'Alchimiste suprême (tome 5) elle est de sexe féminin, à l'insu d'Axle ; mais cela ne trompe pas deux hommes-chiens gardes de l'Alchimiste qui ont un odorat très fin. Ses vêtements, toujours identiques, qui cachent son corps mis à part son visage, laissent croire à tout le monde qu'il est masculin ; cependant les hommes-loups gardes de l'Alchimiste Suprême déclarent qu'avec leur odorat ultra-sensible, Musky est une fille. Musky doit donc révéler qu'il est parfois une jeune adolescente ; énervé(e) d'avoir été démasqué(e), elle hurle à Axle qu'elle redeviendra un garçon pour prendre des muscles et lui casser la figure.
Muskie
Fissœur de Musky. Le père de Musky a régulièrement cloné Musky à des âges différents. Ses clones ne peuvent vieillir, ont la même personnalité que Musky. Muskie est le dernier clone, à l'âge de treize ans. Elle ne peut donc pas vieillir, contrairement à Musky. Le père de Musky garde les clones dans son palais et peut donc à tout moment revivre les souvenirs d'enfance.
Le Médiat Suprême
Homme très âgé et pondéré, le chef de la Guilde. Il considère Axle comme son « plus bel espoir:30 ». Il le protège le plus possible même si Axle est un proscrit. Ce qui lui vaut un procès pour haute trahison, à l'issue duquel il garde toutefois son poste.
Chimeer
Belle femme qui apparaît dans les rêves d'Axle Munshine. Blonde. Axle est persuadée qu'elle existe:29. Elle semble vivre sur notre planète Terre et s'adresse directement à Axle dans ses rêves:25 et 28-29.
Korian Munshine
Le père d'Axle. On ne voit jamais son visage, qui est toujours caché au lecteur. Plus grand scientifique de tous les temps, personnage puissant de la Guilde, disparu mystérieusement. Il a toutefois laissé des indices derrière lui. On ignore qui est la mère d'Axle, elle n'est jamais évoquée. Dans le quatorzième tome, on apprend qu'Axle lui ressemble beaucoup physiquement.
Il semblerait qu'il ait voulu détruire la Guilde[réf. nécessaire].
Le professeur Matt Gammonne
Androïde créé par le génie de Korian Munshine, avec l'apparence d'un homme de science dans la cinquantaine:14-16. De façon assez kitsch, en fonction des besoins, il faut mettre dans son dos des bandes magnétiques dignes des années 1970. Par exemple au début de Pour trois graines d'éternité Musky choisit en urgence les bandes qui concernent la médecine. Il est très bon médecin et très bon mathématicien. Il est souvent désactivé, mis en réserve dans le Dauphin d'Argent:42-43. Il est raisonnable et calme, contrairement aux autres robots.
Les autres robots
Androïdes similaires à Matt Gammonne, plus jeunes d'apparence, tous masculins, amis d'enfance d'Axle:34. Joyeux, ils portent un uniforme rappelant Les Aventures d'Alice au pays des merveilles . Ils sont d'allure et de caractère plus juvéniles que le Pr Matt Gammonne. Gais compagnons, ils ont des noms surprenants : « Roll-le-joyeux », « Jamy-toujours-là »…
Le Prince des Éternautes
Il est sage, digne, il règne sur les Éternautes et est le père de Musky. Les Éternautes ont une apparence humaine. Ils sont immortels même si leur corps peut être tué. Quel que soit leur âge, ils semblent avoir moins de quarante ans. Ils sont plus stables psychologiquement qu'un être humain. Ils ont près du cœur, sous la peau et facile à enlever à la main, un trésor inestimable : trois graines d'éternité. Celles-ci permettent à n'importe quel être vivant de renaître dans un nouveau corps même s'il est tué. Société patriarcale, il y est possible pour les Éternautes de sexe masculin d'épouser une jeune et belle Éternaute, quand ils sont lassés de la vie, et lui font un enfant : l'Éternaute de sexe masculin meurt sans douleur au cours d'une fête, son fils aîné prélève les 3 graines d'éternité, les plante ; la fleur qui en pousse est avalée par la jeune femme. Son enfant à naître sera un clone de son mari, doté de sa personnalité et de ses souvenirs, et qui se ressource en revivant une nouvelle enfance. Les femmes Éternautes sont probablement aussi immortelles. La monogamie est de règle et le divorce courant (le prince des Éternautes a revécu trois enfances et divorcé trois fois).
Magh-Oz
Le chef de la Garde Pourpre:7, ambitieux, qui révèle au Grand Conseil de la Guilde qu'Axle Munshine a transgressé le XIIIe commandement:10 : « les portes du sommeil jamais ne franchiras ». Reemihc le tue au moyen des abeilles-tueuses cachées dans son corps en espérant sauver ainsi Axle qu'elle aime passionnément, à la fin du premier tome:40. Personne ne se rend compte que c'est elle l'assassin.
Reemihc
Membre du Grand Conseil de la Guilde, femme intelligente, belle et jeune, vêtue d'un haut moulant et d'un bas de bikini minuscule ne cachant guère son anatomie:8. Armée d'abeilles tueuses:40. Amoureuse d'Axle, elle tente de l'aider:6 et 11-12. Son nom est l'anagramme de sa rivale, Chimeer ; elle est brune et déterminée, alors que Chimeer semble innocente et est blonde. Dépitée qu'Axle ne l'aime pas, elle finit par le détester.

### Objets principaux
Le Dauphin d'Argent
Un très grand vaisseau, rapide, le principal atout d'Axle Munshine. Fabriqué sous la direction de son père, le Dauphin d'Argent est puissamment armé et est piloté par une intelligence artificielle. Il s'auto-entretient et il est très rare qu'il ait besoin d'une intervention humaine. Il a par ailleurs des robots humanoïdes à son bord, souvent désactivés, dont le plus important est un médecin et mathématicien de génie, le professeur Matt Gammonne. Les robots ont également été construits sous la direction du père d'Axle, Korian Munshine.
Il s'adresse une fois à Axle quand il est à cours d'énergie et ne dialogue avec personne d'autre. Sa partie habitable est gigantesque, qui comporte des paysages modulables, une forêt, des oiseaux, une rivière, une clairière artificielle:1-4. Il embarque aussi une intelligence artificielle reproduisant l'esprit de son créateur, qu'Axle finit par trouver ; il y trouve les sphères d'absence (capables de détruire une planète, car Korian a percé le secret des trous noirs) et des mémoires noires qui transforment les robots en tueurs impitoyables.
Le Dauphin d'Or
Le sister-ship officiel du Dauphin d'Argent:33 appartient à la Guilde et n'apparaît que dans le deuxième tome, où il pourchasse le Dauphin d'Argent. La vitesse et les capacités militaires des deux vaisseaux spatiaux sont identiques.
Officiel car Korian a gardé pour lui le Dauphin d'Azur, qu'Axle ne connaît pas.
La machine à rêver d'Axle Munshine : le TranslatorAxle Munshine, en la faisant construire dans le Dauphin d'Argent pour trouver Chimeer, viole le XIIIe commandement de la Guilde « les portes du Sommeil jamais ne franchiras ». De façon kitsch pour un objet technique aussi avancé, elle utilise des bandes magnétiques:26 et 30 similaires au cinéma des années 1980 (époque de réalisation des premières BD). Le fait qu'un haut gradé de la Guilde découvre (on ne sait comment) son existence dans le tome 1 et le dévoile au Grand Conseil fait qu'Axle Munshine est proscrit par la Guilde. Le Médiat Suprême pour en avertir Axle, après avoir appris cela, trahit en laissant tomber un insigne par terre:30. Instantanément, l'étoile située sur le torse du costume officiel d'Axle Munshine (pourtant à des millions de kilomètres) s'éteint. Axle est donc averti du danger.

### Lieux et organisations
La Guilde
Il s'agit d'un État intersidéral. La Guilde est dirigée par le Médiat Suprême et ses conseillers. Cela semble être une oligarchie d'êtres humains masculins blancs : le Médiat Suprême, un homme très âgé, est le numéro 1, mais perd parfois lors de votes du Conseil. Le seul conseiller à ne pas être un humain masculin blanc et de moins de 35 ans apparents est Reemihc (blanche également). Même accusé de trahison, le Médiat Suprême reste au pouvoir. Des extra-terrestres semblent avoir un rôle, comme on le voit dans La Petite Maîtresse quand Axle fait une démonstration des terribles sphères d'absence. Mais, dans les décisions importantes du tome 1, du dernier prédateur ou du masque de Kohm, seuls des humains décident.
La Guilde possède une flotte considérable, la technologie la plus avancée et la redoutée Garde Pourpre:9 et 24.
Xylos
La planète capitale de la Guilde.
Xantl
Nouvelle capitale de la Guilde, le transfert a lieu dans l'album La Petite Maîtresse.
Kohm
La planète capitale d'un petit royaume interplanétaire indépendant, très riche en quetzalite, la principale source d'énergie de la Guilde. Également le nom du royaume. On y est au début des années 1980[Quoi ?]. C'est une planète mineure, qui n'est pas dirigée ou connue de la Guilde, et qui ignore l'existence d'autres planètes et des races extraterrestres.
Onirodyne
L'univers parallèle hypothétique, assimilé aux limbes, où Axle rêve de Chimeer.
La planète Terre d'Onirodyne
Elle est située dans un autre univers que celui d'Axle Munshine. La technologie et les vêtements des humains laissent penser qu'on y est au début des années 1980.
La Terre dans l'univers d'Axle Munshine
Axle et Musky y arrivent dans le sixième tome Quelle réalité, papa ? , c'est là où se passe l'essentiel de l'histoire, à Hollywood plus précisément. On y est au début des années 1980 également. C'est une planète mineure, qui n'est pas dirigée ou connue de la Guilde. Elle ne semble avoir aucun contact avec une autre planète et on ne voit aucun extraterrestre.
Une troisième Terre ?
Il est fait souvent référence à une troisième Terre, aussi sur le même univers qu'Axle Munshine, berceau de l'humanité. En effet Musky parle dans L'Alchimiste suprême des prophètes religieux importants : Jésus Christ, Mahomet, Bouddha. L'alchimiste rétorque que quand il disait : « Aimez-vous les uns les autres ! » , « il s'agissait de tout autre chose ». Il affirme ne pouvoir les approuver, car ils mélangent tout et ne comprennent rien.
On voit aussi dans Le Labyrinthe virginal un rescapé de Pearl Harbour.

## Analyse

### Originalité du synopsis
« Une des séries de science-fiction les plus originales et inventives du 9e art », Le Vagabond des Limbes suit le parcours d'Axle Munshine, haut fonctionnaire diplomate (son titre est « Grand Conciliateur »), déchu, d'un empire galactique appartenant à un univers parallèle au nôtre (bien que similaire sur bien des aspects), et de son compagnon d'infortune et faire-valoir, Musky, Éternaute au sexe d'abord non défini (bien que genré au masculin) qui, durant la progression de l'histoire, s'éprend d'Axle Munshine et choisit un sexe féminin, comme sa race le lui permet, et décide de vieillir pour lui, alors qu'elle était jusque-là immortelle et vieille de trois cent ans, malgré son apparence et sa candeur qui sont celles d'un enfant de treize ans.
Plus loin dans l'histoire, Musky se fait kidnapper et enfermer dans un caisson où elle change de monde pour arriver dans le nôtre. C'est alors Muskie, la « fissœur » de Musky, en tout point identique à elle, qui prend sa place aux côtés d'Axle[réf. nécessaire].

### L'accroche, originalité de la couverture
Chaque album arbore une phrase d'accroche en haut à gauche avant le nom des auteurs et le titre, présentant le début de l'intrigue. Celle du premier album est ainsi :

« Ceci est l'histoire d'un homme qui sillonna l'espace jusqu'aux plus extrêmes limites de l'univers, plongea dans cent galaxies, et laboura le destin de mille planètes… son nom résonnera longtemps dans les replis du temps… Écoutez !… Il se nomme… AXLE MUNSHINE ! »

### Critiques
Pour Henri Filippini, « Le scénariste Christian Godard signe une histoire fantastique et passionnante dont l'humour n'est pas exclu. Le trait de Julio Ribera est précis, inventif et réaliste. Son univers est original et les allusions au monde de la science-fiction nombreuses. »
Si l'imagination de Christian Godard est souvent vantée,, d'autres critiques regrettent l'érotisme de pacotille de la série (à partir du sous-cycle de Kohm), passage obligé à l'époque de sa création, le côté parfois inutilement touffu des dialogues[réf. nécessaire] et le kitsch des mises en couleurs de Ribera.

### Idiosyncrasies
Plus généralement, est décrié le kitsch des jeux de mots, des habits, des situations, qui font même dire une fois à Axle : « [Cela] va ressembler à un mauvais roman-photo. »
Le côté daté de la vision de la technologie est souligné : les rêves d'Axle sont enregistrés sur une bande magnétique de cinéma, fragile, et sans aucune sauvegarde de sécurité. 
Les jeux de mots courants sont également critiqués : les habitants de la planète Kohm portent un masque de Khômédien, le titre d'un album, Un tramway nommé délire, la planète vouée aux jeux d'argent est nommée « Last Vegas » et les « spermissions » désignent les vacances de la garde pourpre dans L'Alchimiste suprême.
Dessin du visage du personnage principal.

#### Le visage d'Axle Munshine
Son visage est dessiné de plusieurs façons différentes, bien qu'il garde les mêmes couleurs de peau et de cheveux.

## Publications
La série compte, à ce jour, 31 albums publiés jusqu'en 2003. Ses coloristes sont Claudine Pinet puis Jean-Jacques Chagnaud. En 1990, Christian Godard a écrit deux albums dérivés, qui sont 13 Transgressions (avec Al Coutelis) et Une enfance éternelle (avec Carlos Giménez). En 2008, lors d'une interview donnée dans le cadre de la 9e édition du Festival « Abracadabulles » d'Olonne-sur-Mer, Julio Ribera confirme qu'il vient de terminer le trente-deuxième album du Vagabond des limbes, intitulé L'Engrenage, alors supposé clore la série. Celui-ci n'a toujours pas été publié. Julio Ribera est mort en 2018.
Une intégrale en onze volumes a été publiée par Dargaud, de 2002 à 2007.
Des traductions ont été réalisées, cf. Éditions étrangères.

### Périodiques
- Circus :
  - L'Empire des soleils noirs, 1975
  - Les Charognards du cosmos, 1976
- Tintin :
  - Les Démons du temps immobile, 1977
- Pilote (1978-1984) :
  - L'Alchimiste suprême, 1978
  - Quelle réalité papa ?, 1979
  - La Guerre des Bonkes, 1980
  - Pour trois graines d'éternité, 1981
  - Le Dernier Prédateur, 1983
  - Le Masque de Kohm, 1984
- Pilote & Charlie (1986-1987) :
  - L'Enfant-roi d'Onirodyne, 1986
  - La Petite Maîtresse, 1987

### Albums et débuts de l'intrigue

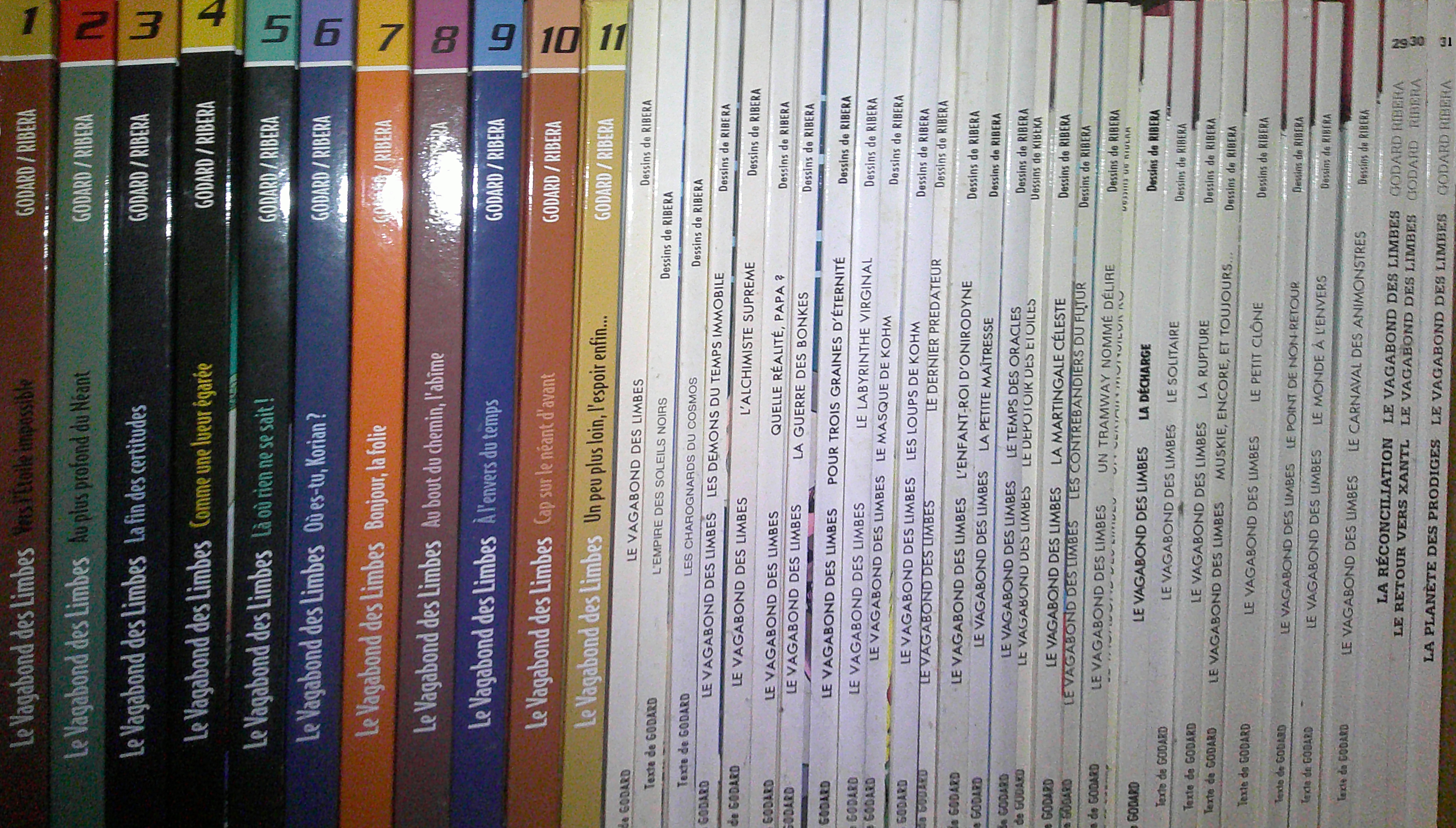
Collection d'albums du Vagabond des Limbes.

Ici sont listés les albums et le début de chaque intrigue.

### Albums dérivés
- 1. Le Fils de l'orfèvre, Éditions Soleil, « Soleil de Nuit », novembre 1995
Scénario : Christian Godard - Dessin : Julio Ribera - (ISBN 2-87764-427-8), retrace l'enfance d'Axle Munshine. C'est le tome 1 de la série inachevée « La jeunesse d'un inconnu célèbre », mais aucun autre tome n'est paru.
- Les 13 Transgressions, Le Vaisseau d'argent, « Le Vagabond des Limbes présente », mai 1990
Scénario : Christian Godard & L.F. Bollée - Dessin : Al Coutelis - (ISBN 2-87757-012-6).
- Une enfance éternelle, Le Vaisseau d'argent, « Le Vagabond des Limbes présente », mars 1990
Scénario : Christian Godard - Dessin : Carlos Giménez - (ISBN 2-87757-013-4), retrace l'enfance de Musky.

### Rééditions spéciales

#### Dargaud
Dargaud achète les droits de l’adaptation de la série pour les rééditer dans la collection « 16/22 » entre avril 1980 et avril 1984.

#### En couverture de carton dur avec préfaces imagées
Une grande partie des albums ont été réédités avec une couverture de carton dur, rendant les albums plus lourds. De plus, il y a une préface à chaque fois qui vise à montrer l'univers du Vagabond. Par exemple, si l'album parle de voyages dans le temps, elle parlera des pionniers plus ou moins chanceux de cette technologie. Cette préface est illustrée. Elle n'est pas nécessaire à la compréhension de l'intrigue.

### Éditions étrangères
Les langues où tous les albums ont été traduits et ont eu beaucoup de succès sont : l’allemand, le néerlandais, le serbe et le croate,,.
D'autres éditions étrangères sont plus ou moins complètes : 
- Les 13 premiers albums ont paru en portugais[35] ;
- en italien, les 7 premiers albums ont paru ainsi que 3 autres : La Rupture, Le Solitaire, Muskie encore et toujours[36] ;
- en espagnol, seuls 3 albums ont paru : Le Vagabond des limbes, La Guerre des Bonkes et La Martingale céleste. Les auteurs avaint prévu qu'il en soit publié beaucoup plus dans la langue de Ribera, mais les éditions Dargaud ont été rachetées et la nouvelle direction, qui recherchait une ligne plus expurgée du point des vue des publications pour la jeunesse, a rejeté de s'engager dans la publication en espagnol de cette collection, juste au moment où il était prévu que cela se fasse[37] ;
- en anglais, seuls 2 albums ont paru : il s'agissait de L’Alchimiste suprême et de Quelle réalité, papa ? d'abord parus aux États-Unis, mais sans suite vu que le thème abordé dans L’Alchimiste suprême d'un Dieu alcoolique et libidineux s'accorde mal avec le caractère assez puritain de beaucoup d’habitants de ce pays. Sporadiquement, d'autres albums auraient paru de façon plus ou moins complète dans des périodiques, mais sont difficiles à trouver[38] ;
- en grec, seul le premier volume a été publié[39].

## Adaptations et pastiches
Une comédie musicale enregistrée est disponible sur Internet. Un pastiche humoristico-érotique réalisé par Brunel, également.

## Récompenses
- Festival d'Angoulême 1976 : Fauve d'or de la meilleure œuvre réaliste française pour L'Empire des soleils noirs[42].